# Hoa hậu Hoàn vũ Nhật Bản
Hoa hậu Hoàn vũ Nhật Bản (tiếng Nhật: ミス・ユニバース・ジャパン) là 1 cuộc thi sắc đẹp tại Nhật Bản bắt đầu được tổ chức vào năm 1998. Thí sinh đoạt danh hiệu Hoa hậu Hoàn vũ Nhật Bản sẽ đại diện cho nước Nhật tham dự cuộc thi Hoa hậu Hoàn vũ cùng năm. 

## Lịch sử

Mori Riyo, Hoa hậu Hoàn vũ 2007

Trước khi cuộc thi Hoa hậu Hoàn vũ Nhật Bản được tổ chức, đại diện của Nhật Bản tại Hoa hậu Hoàn vũ là người chiến thắng của cuộc thi Hoa hậu Nhật Bản, một cuộc thi sắc đẹp cấp quốc gia tồn tại từ năm 1952 đến 1997.
Tại cuộc thi Hoa hậu Hoàn vũ 1959, bà Kojima Akiko đã giành chiến thắng và trở thành người phụ nữ Nhật Bản đầu tiên đăng quang một danh hiệu sắc đẹp quốc tế.
Kể từ năm 1998, cuộc thi Hoa hậu Hoàn vũ Nhật Bản bắt đầu được tổ chức dưới sự chỉ đạo của một phụ nữ Pháp, bà Ines Ligron. Một số người chiến thắng của cuộc thi này sau đó đã giành được thành tích cao tại cuộc thi Hoa hậu Hoàn vũ, như Miyazaki Miyako (Á hậu 4 Hoa hậu Hoàn vũ 2003), Chibana Kurara (Á hậu 1 Hoa hậu Hoàn vũ 2006) và Mori Riyo (đăng quang Hoa hậu Hoàn vũ 2007). Mori Riyo là người Nhật thứ hai chiến thắng tại cuộc thi Hoa hậu Hoàn vũ.
Năm 2015, Ariana Miyamoto đăng quang Hoa hậu Hoàn vũ Nhật Bản và trở thành hoa hậu Nhật đầu tiên mang trong mình dòng máu nước ngoài. Cô đại diện cho Nhật Bản tại cuộc thi Hoa hậu Hoàn vũ 2015 và lọt vào Top 10..

## Danh sách các Hoa hậu Hoàn vũ Nhật Bản
| Năm  | Hoa hậu Hoàn vũ Nhật Bản | Đại diện   | Thành tích tại Hoa hậu Hoàn vũ |
| ---- | ------------------------ | ---------- | ------------------------------ |
| 2023 | Miyazaki Rio             | Shizuoka   |                                |
| 2022 | Sakamoto Marybelen       | Chiba      |                                |
| 2021 | Watanabe Juri            | Tokyo      | Top 16                         |
| 2020 | Aisha Tochigi            | Chiba      |                                |
| 2019 | Kamo Ako                 | Hyogo      |                                |
| 2018 | Kato Yuumi               | Mie        |                                |
| 2017 | Abe Momoko               | Chiba      |                                |
| 2016 | Nakazawa Sari            | Shiga      |                                |
| 2015 | Miyamoto Ariana          | Nagasaki   | Top 10                         |
| 2014 | Tsuji Keiko              | Nagasaki   |                                |
| 2013 | Matsuo Yukimi            | Mie        |                                |
| 2012 | Hara Ayako               | Sendai     |                                |
| 2011 | Kamiyama Maria           | Tokyo      |                                |
| 2010 | Itai Maiko               | Oita       |                                |
| 2009 | Miyasaka Emiri           | Tokyo      |                                |
| 2008 | Mima Hiroko              | Tokushima  | Top 15                         |
| 2007 | Chubachi Akiko           | Tokyo      |                                |
| 2007 | Mori Riyo                | Shizuoka   | Hoa hậu Hoàn vũ 2007           |
| 2006 | Chibana Kurara           | Okinawa    | Á hậu 1                        |
| 2005 | Kuzuya Yukari            | Ichinomiya |                                |
| 2004 | Machimoto Eri            | Hiroshima  |                                |
| 2003 | Miyazaki Miyako          | Kumamoto   | Á hậu 4                        |
| 2002 | Chiba Mina               | Tokyo      |                                |
| 2001 | Arauchi Misao            | Tokyo      |                                |
| 2000 | Endo Mayu                | Tokyo      |                                |
| 1999 | Ogawa Satomi             | Saitama    |                                |
| 1998 | Okumura Nana             | Tokyo      |                                |